# Xian Emmers
Xian Ghislaine Emmers (Lugano, 20 juli 1999) is een Belgisch voetballer die doorgaans als centrale middenvelder speelt. Hij kreeg zijn jeugdopleiding bij KRC Genk en Internazionale. Sinds 2022 speelt de Belg bij het Roemeense Rapid Boekarest. Hij is de zoon van ex-international Marc Emmers.

## Clubcarrière
Emmers verruilde in 2015  op zestienjarige leeftijd KRC Genk voor de Italiaanse topclub Internazionale, maar zou er nooit speelminuten krijgen in de eerste ploeg. Tijdens het seizoen 2018/19 werd hij verhuurd aan US Cremonese. Op 31 augustus 2018 debuteerde de middenvelder in de Serie B tegen US Palermo. Hij speelde dat seizoen 20 wedstrijden. De jaren daarop werd de Belg verhuurd aan de Belgische eersteklasser Waasland-Beveren en de Nederlandse tweedeklasser Almere City. 
Het contract van Emmers liep bij Internazionale nog tot 2022, maar dat werd in 2021 in onderling overleg ontbonden. Zo kon de middenvelder transfervrij naar een andere tweedeklasser in Nederland trekken - Roda JC - waar hij een tweejarig contract kreeg. Na zijn eerste seizoen in Kerkrade met mooie persoonlijke resultaten - 10 goals in 37 wedstrijden - vertrok de ambitieuze Emmers alweer. Deze keer richting Roemenië bij de topclub Rapid Boekarest, die elk seizoen tracht mee te strijden voor de titel in de hoogste voetbaldivisie Liga 1.

## Statistieken
| Seizoen         | Club               | Competitie      | Competitie | Competitie | Beker | Beker | Supercup | Supercup | Europa | Europa | Play-Offs | Play-Offs | Totaal | Totaal |
| Seizoen         | Club               | Competitie      | Wed.       | Dlp.       | Wed.  | Dlp.  | Wed.     | Dlp.     | Wed.   | Dlp.   | Wed.      | Dlp.      | Wed.   | Dlp.   |
| --------------- | ------------------ | --------------- | ---------- | ---------- | ----- | ----- | -------- | -------- | ------ | ------ | --------- | --------- | ------ | ------ |
| 2017-2018       | Internazionale     | Serie A         | 0          | 0          | 0     | 0     | 0        | 0        | 0      | 0      | 0         | 0         | 0      | 0      |
| 2018-2019       | Internazionale     | Serie A         | 0          | 0          | 0     | 0     | 0        | 0        | 0      | 0      | 0         | 0         | 0      | 0      |
| 2018-2019       | → US Cremonese     | Serie B         | 20         | 1          | 0     | 0     | —        | —        | —      | —      | 0         | 0         | 20     | 1      |
| 2019-2020       | → Waasland-Beveren | Eerste klasse A | 8          | 0          | 1     | 1     | —        | —        | —      | —      | 0         | 0         | 9      | 1      |
| 2020-2021       | → Almere City FC   | Eerste divisie  | 16         | 6          | 1     | 0     | —        | —        | —      | —      | 1         | 0         | 18     | 6      |
| 2021-2022       | Roda JC            | Eerste divisie  | 34         | 10         | 1     | 0     | —        | —        | —      | —      | 2         | 0         | 37     | 10     |
| 2022-2023       | Roda JC            | Eerste divisie  | 4          | 0          | 0     | 0     | —        | —        | —      | —      | 0         | 0         | 4      | 0      |
| 2022-2023       | Rapid Boekarest    | Liga 1          | 0          | 0          | 0     | 0     | 0        | 0        | 0      | 0      | 0         | 0         | 0      | 0      |
| Carrière totaal | Carrière totaal    | Carrière totaal | 82         | 17         | 3     | 1     | 0        | 0        | 0      | 0      | 3         | 0         | 88     | 18     |

## Interlandcarrière
Emmers speelde reeds voor meerdere Belgische nationale jeugdelftallen. In 2017 debuteerde hij in België –19.

## Persoonlijk leven
Zijn vader is oud-voetballer Marc Emmers en zijn moeder is een zus van oud-voetballer Danny Boffin. Xian werd in 1999 in de Zwitserse stad Lugano geboren toen zijn vader er voor de lokale club FC Lugano speelde.